# Orothalassodes
Orothalassodes là một chi bướm đêm thuộc họ Geometridae. Các loài trong chi này được tìm thấy chủ yếu ở Đông Nam Á.

## Các loài
- Orothalassodes absimilis (Warren)
- Orothalassodes aptifimbria (Prout)
- Orothalassodes curiosa (Swinhoe, 1902)
- Orothalassodes falsaria (Prout, 1912)
- Orothalassodes floccosa (Prout, 1917)
- Orothalassodes glabrosa Holloway, 1996
- Orothalassodes hypocrites (Prout, 1912)
- Orothalassodes leucoceraea (Prout, 1925)
- Orothalassodes leucospilota (Moore)
- Orothalassodes luculentus (Inoue, 2006)
- Orothalassodes masuii (Inoue, 2006)
- Orothalassodes mirificus (Inoue, 2006)
- Orothalassodes pantascia (West, 1930)
- Orothalassodes pervulgatus (Inoue, 2005)
- Orothalassodes philippinus (Inoue, 2006)
- Orothalassodes retaka (Holloway, 1996)
- Orothalassodes simplex (Warren)
- Orothalassodes vivida (Prout)